# 渚滑線
渚滑線（日语：／ Shokotsu sen */?）曾經是一條連結北海道紋別市（網走支廳管内）的渚滑站至紋別郡瀧上町的北見瀧之上站，屬於日本國有鐵道（國鐵）的鐵路線（地方交通線）。1980年施行國鐵再建法，翌年9月獲指定為第1次特定地方交通線，1985年4月1日廢除。
「渚滑」來自於起點車站的名稱，源自於阿伊努語的「so-kot」（瀑布下方的水潭）。

## 路線資料（廢除時）
- 管轄：日本國有鐵道
- 路段（營業距離）：渚滑－北見瀧之上 34.3公里
- 站數：12個（包括起點站。車站7個，臨時乘降場5個）
- 軌距：1067毫米
- 全線單線
- 電氣化方式：全線非電氣化（日语：非電化）
- 閉塞方式：票券閉塞式
  - 可交會車站：1個（上渚滑）

## 历史
渚滑线原本以开发沿线资源为目的，根据輕便鐵道法铺设，并于1923年全线开业。在当时原本还有自北见泷之上站继续延伸至サックル（西兴部方向）的计划，但终点后来变更为了上川站（改正铁道敷设法别表第139号）。然而随着石北线的上川 - 遠輕的建设，上川 - 北见泷之上的线路建设失去意义，故该计划仅仅停留于纸面上。
1980年随着国铁再建法的颁布而被指定为第1次特定地方交通线，于1985年4月1日全线废除，转换至北纹巴士。

## 年表
1923年（大正12年）11月5日 渚滑站 - 北见泷之上站 (34.3 km) 开业（全通），新设下渚滑站、中渚滑站、上渚滑站、泷之下站、北见泷之上站。
1924年（大正13年）10月21日 新设浊川站。
1955年（昭和30年）12月25日 新设十六号线假乘降场、上东假乘降场、奥东假乘降场、雄镇内假乘降场。
1956年（昭和31年）5月1日 新设元西假乘降场。
1978年（昭和53年）12月1日 全线货运业务废除。
1981年（昭和56年）9月18日 被指定为第1次特定地方交通线。
1985年（昭和60年）4月1日 全线 (34.3 km) 废除，转换至北纹巴士。

## 車站列表
接續路線的公司名、車站所在地以廢除時為準。所有車站都位於北海道。
| 中文站名           | 日文站名 | 英文站名 | 站間距離 | 營業距離 | 接續路線               | 所在地       |
| ------------------ | -------- | -------- | -------- | -------- | ---------------------- | ------------ |
| 渚滑               |          |          | -        | 0.0      | 日本國有鐵道：名寄本線 | 紋別市       |
| 元西臨時乘降場     |          | /        | -        | (3.3)    |                        | 紋別市       |
| 下渚滑             |          |          | 4.7      | 4.7      |                        | 紋別市       |
| 十六號線臨時乘降場 |          | /        | -        | (6.8)    |                        | 紋別市       |
| 中渚滑             |          |          | 4.8      | 9.5      |                        | 紋別市       |
| 上東臨時乘降場     |          | /        | -        | (12.9)   |                        | 紋別市       |
| 上渚滑             |          |          | 7.3      | 16.8     |                        | 紋別市       |
| 奧東臨時乘降場     |          | /        | -        | (19.8)   |                        | 紋別市       |
| 瀧之下             |          |          | 8.0      | 24.8     |                        | 紋別郡瀧上町 |
| 雄鎮內臨時乘降場   |          | /        | -        | (28.3)   |                        | 紋別郡瀧上町 |
| 濁川               |          |          | 6.2      | 31.0     |                        | 紋別郡瀧上町 |
| 北見瀧之上         |          |          | 3.3      | 34.3     |                        | 紋別郡瀧上町 |

※臨時乘降場沒有設定營業距離。括弧內記載的是實際距離。